# Just de Salamanca
Just va ser un religiós del regne visigot, bisbe de Salamanca entre ca. 660 i ca. 670.
Va ser amb tota probabilitat successor directe d'Egered per la poca diferència d'any entre els dos prelats. Va ser consagrat bisbe en temps del rei Vamba. Es té constància de Just perquè assisteix al Concili Provincial de Mèrida (666), presidit pel metropolità Profici, que es va reunir amb motiu de la reintegració de les diòcesis sufragànies de Braga a la Metròpoli de Mèrida, com havia estat antigament, que gaudia de la gràcia i de decret reial des dels temps del predecessor metropolità Oronci. Per, tant, tots els bisbes agregats a Braga en temps dels sueus van reconèixer l'autoritat del de Mèrida. Si bé Salamanca havia romàs com a bisbat de la seu de Mèrida, havia anat adquirint alguns territoris que no li eren propis i el bisbe d'Idanha va reclamar part del territori que posseïa la diòcesi de Salamanca adduint que pertanyien al seu territori diocesà. En el cànon vuitè d'aquest concili els prelats van donar la raó al bisbe lusità per les raons que havia exposat i es va ordenar que alguns ministres fossin a reconèixer i establir correctament els límits diocesans per evitar perjudicis entre les dues parts. Les actes van ser subscrites per tots els bisbes assistents, i el de Salamanca va quedar en setè lloc, precedint a cinc prelats menys antics. Per la seva antiguitat es pot considerar que va ser consagrat vers el 660. Creuen Dorado i Vicente que el seu pontificat va durar fins al 670 aproximadament.
Es considera que en temps seus es va edificar el monestir de monjos benedictins de San Vicente de Salamanca, Dorado informa que alguns fins i tot han atribuït la seva fundació a Just, o bé el seu predecessor.